# 感情剥離

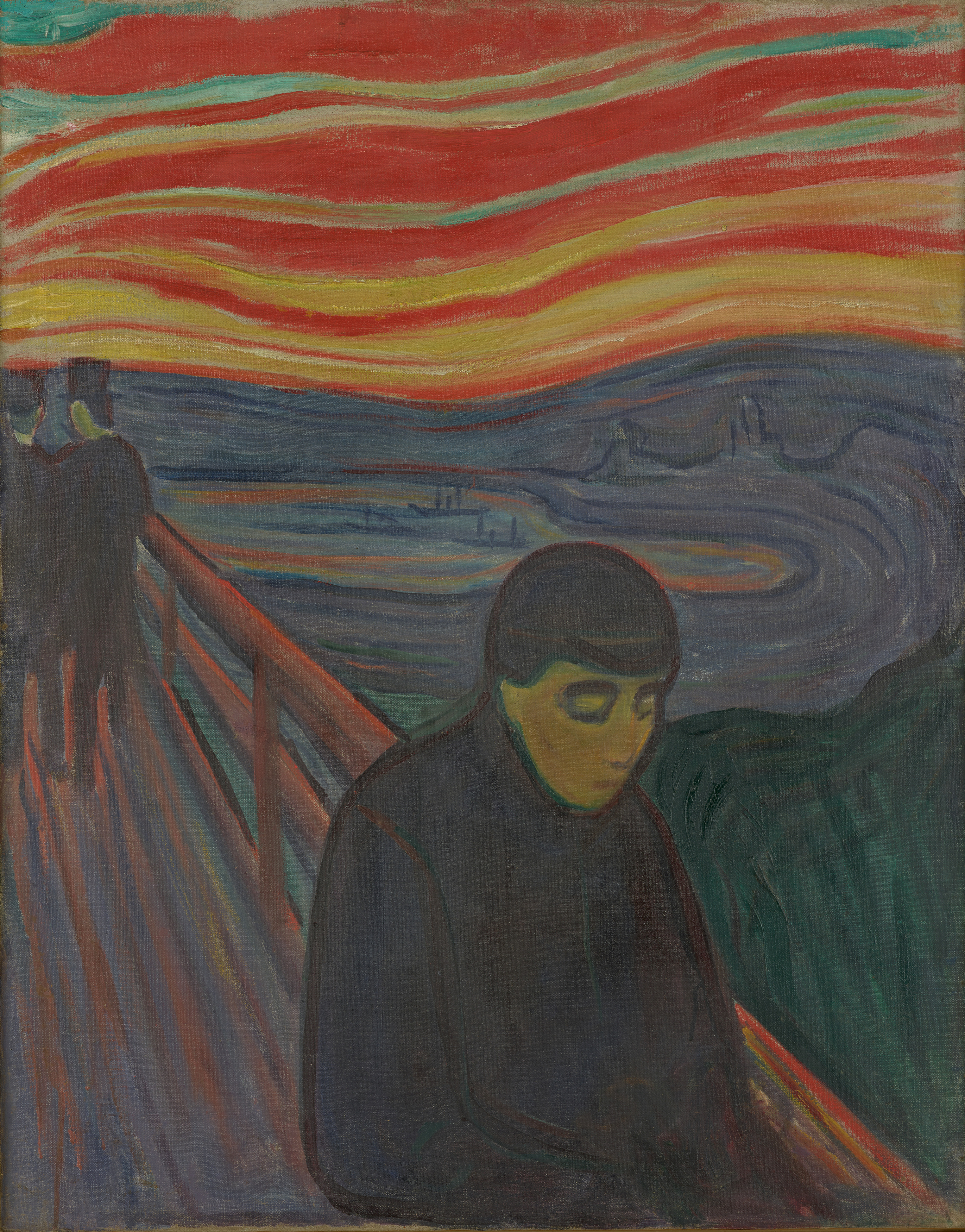
エドヴァルド・ムンクの「絶望」（1894年）は、境界性パーソナリティ障害に見られる感情の剥離を捉えている

感情剥離 (かんじょうはくり、emotional detachment) は心理学では感情鈍麻 (emotional blunting) とも呼ばれ、人が他者との感情的なつながりを欠く状態のことである。
人がこのような対処法を用いるのは、情動焦点型対処法とも呼ばれ、不安の引き金になりそうな特定の状況を避けるときである。これは人が他者との感情的なつながりを回避することを指す。

## 解説
感情剥離は、ストレスの多い状況に対する一時的な反応である場合もあれば、非人格化-現実化障害のような慢性的な状態である場合もある。また、ある種の抗うつ薬によって引き起こされることもある。感情の鈍麻は感情表出の低下としても知られ、統合失調症の陰性症状の一つである。

## 徴候と症状
感情剥離は、他の精神症状ほど外見上明らかでない場合がある。感情剥離と診断された患者は、感情を表現したり、他者に共感したり、強力な感情的つながりを形成したりする能力が低下する。また、患者は多くの不安障害やストレス障害のリスクが高まる。その結果、個人的な人間関係の構築や維持が困難になることがある。
頭の中が別の場所に移動し、夢中になっているように見えたり、「完全に存在していない」ように見えたりすることがある。あるいは、存在しているようには見えるが、感情的な行動が適切なときに、純粋に知的な行動を示すこともある。家族の一員として愛情を注ぐことが難しくなったり、過去のトラウマに関連した活動や場所、人を避けたりすることもある。
彼らの解離は注意力の欠如につながり、それゆえ記憶障害や、極端な場合には健忘症になることもある。場合によっては、共感を与えたり受け取ったりすることが極端に困難になり、これは自己愛性パーソナリティ障害のスペクトラムと関連している可能性がある。さらに、感情の鈍化は寛解の質と、負の相関関係がある。患者が感情鈍麻 (emotional blunting) を経験している場合、ネガティブな症状が消失する可能性ははるかに低い[5]。
4歳から12歳の子供を対象とした研究では、攻撃性や反社会的行動の特徴が、感情剥離と相関していることがわかった。研究者らは、これらが感情剥離の初期徴候である可能性があると判断し、将来的により大きな問題（感情剥離など）を避けるために、親や臨床医がこれらの特徴を持つ子供について、より高い行動上の問題がないか評価することを示唆した[6]。
うつ病の治療を受けた患者のうち、病院不安・抑うつ尺度  (Hospital Anxiety and Depression Scale, HADS）の得点が高く、男性である患者において、感情鈍麻が高いという相関がみられた（頻度の差はわずかであったが）[5]。少量の感情鈍麻は正常である。例えば、人が職場にいないときに、感情的・心理的に自分を仕事から切り離せることは、正常な行動である。感情剥離が問題となるのは、それが人の日常的な機能能力を損なう場合である[7]。

## 尺度
いくつかのうつ病重症度尺度は感情鈍麻のレベルを洞察しているが、多くの症状は十分にカバーされていない[8]。この問題を解決する試みとして、感情鈍麻の症状を完全に評価するために特別にデザインされた尺度である、オックスフォードうつ病質問票（ODQ）がある。ODQは、個人の感情鈍麻のレベルを評価するために、特に大うつ病性障害（MDD）患者のためにデザインされている。
もう1つの尺度は、抗うつ薬の感情的副作用に関するオックスフォード質問票  (Oxford Questionnaire on the Emotional Side-Effects of Antidepressants, OQESA）として知られ、定性的手法を用いて開発された[5]。

## 原因
感情剥離や感情鈍麻には複数の原因があり、その原因は人によって異なる。感情剥離や感情鈍麻は、身体的、性的、感情的虐待など、幼少期の不利な体験が原因で生じることが多い。感情剥離はトラウマに対する不適応な対処機制であり、特に対処機制が発達していない幼児において顕著である。感情剥離は、虐待のような成人期の心理的外傷や、戦争、自動車事故などの外傷体験によっても起こりうる[9][10]。
感情の鈍麻は、抗うつ薬、特にMDDで使用される選択的セロトニン再取り込み阻害薬（SSRI）によって引き起こされることが多く、他の精神疾患でも、しばしば追加治療として使用される[11][12]。MDDの患者は通常、感情の鈍麻も経験する[8]。感情の鈍麻はMDDの症状であり[5]、うつ病は感情的な（肯定的および否定的な）経験と負の相関があるからである[13]。
統合失調症はしばしばネガティブな症状、錐体外路症状（EPS）、うつ病を伴う。後者は感情鈍麻と重なり、現在の影響の中核をなしていることが示されている[14]。一般に統合失調症では、個人の感情理解に異常をきたし、そのすべてが臨床的には感情鈍麻症状と考えられている。統合失調症の患者は感情経験が少なく、感情表現が少なく、他の人の感情経験や感情表現を認識できない[15]。
左半球大脳基底核脳卒中（LBG脳卒中）の後遺症である、うつ病に伴う大脳辺縁系活動の変化は、感情鈍麻の一因となる可能性がある。LBG脳卒中はうつ病と関連しており、しばしば大脳基底核（BG）の障害によって引き起こされる。このような障害は、患者の感情的知覚や経験を変化させる[13]。
多くの場合、摂食障害（ED）の人は感情剥離の徴候を示す。これは、しばしばEDにつながる状況の多くが、感情剥離につながる状況と同じであるという事実によるものである。例えば、EDの人は幼少期に虐待を受けた経験があることが多い。摂食障害はそれ自体が不適応な対処機制であり、摂食障害の影響に対処するために、人は感情剥離に走ることがある[16]。
死別や愛する人を失うことも感情剥離の原因となりうる[16]。
残念ながら、感情鈍麻の有病率は完全には知られていない[5]。

## 行動メカニズム
感情剥離は不適応な対処メカニズムであり、非常に感情的な状況に対して、人が冷静に反応することを可能にする。この意味での感情剥離は、そうすることができない、または困難であるというよりも、感情的なつながりを避けるという決定であり、一般的には個人的、社会的、またはその他の理由によるものである。この意味で、感情的な要求に関連する境界線を維持し、他者による、あるいは他者への望ましくない影響を避けることができる。このように、他者の感情に関わることを避ける意図的な心的態度である。
この感情剥離は、必ずしも共感を避けることを意味するのではなく、むしろそのような感情に圧倒されたり、操作されたりするかどうかを、合理的に選択できるようにするものである。これが肯定的な意味で使われる例としては、感情的な境界線の管理、例えば気難しい同僚や親戚など、何らかの形で感情的に過度に要求してくる人との感情的な関わり合いを避ける、あるいは他人を助けるために採用する、などがある。
感情剥離は、「感情の麻痺」(emotional numbing) [17]、「感情の鈍麻」、解離 (Dissociation)、脱人格化 (Depersonalization)、またはその慢性型である脱人格化障害 (Depersonalization Disorder) [18]でもありうる。この種の感情の麻痺や鈍麻は、感情からの切り離しであり、虐待や重度のネグレクトなど、幼少期に心的外傷を受けた出来事において、対処サバイバルスキルとして頻繁に用いられる。この対処メカニズムを継続的に使用していると、日常的なストレスに対する反応となることがある[19]。
感情剥離は、当事者と共感的につながらないという決定によって支えられ、極端な残虐行為や虐待を可能にすることがある。仲間外れや片親疎外といった社会的排斥は、ある人を締め出すという決定が、締め出された当事者に心理的トラウマをもたらす他の例である[20]。